# ال‌جی جی‌تی۵۴۰
ال‌جی جی‌تی۵۴۰ (به انگلیسی: LG GT540)، یک‌نمونه از گوشی‌های تلفن همراه سری اروپا جی‌اس‌ام (به انگلیسی: Europe GSM (GT)) شرکت ال‌جی الکترونیکس می‌باشد که توسط همین شرکت به بازار عرضه شده‌است.